# 5604-es mellékút (Magyarország)
Az 5604-es mellékút egy aránylag rövid, kevesebb, mint 3 kilométeres hosszúságú, négy számjegyű mellékút Tolna vármegye déli részén. Tulajdonképpen Bátaszék egyik belső útja, korábban az innen Bonyhádig vezető 5603-as út városon belüli része volt.

## Nyomvonala
Bátaszék központjának északi részén ágazik ki az 56-os főútból, annak a 21+250-es kilométerszelvénye közelében, nem messze a főút és a Bátaszék–Kiskunhalas-vasútvonal keresztezésétől. Nyugat felé indul, Bonyhádi utca néven, elhalad a négy vasútvonalat is kiszolgáló Bátaszék vasútállomás térsége mellett, majd mintegy fél kilométer után maga mögött hagyja az állomásépületet is. 1,2 kilométer után kilép a belterületről, 1,9 kilométer után keresztezi a Pécs–Bátaszék-vasútvonal vágányait és a városi kerámiaüzemet kiszolgáló iparvágányt, majd egy rövid alagúttal áthalad az M6-os autópálya pályatestjei alatt. 2,6 kilométer után kiágazik belőle dél felé egy számozatlan, alsóbbrendű mellékút, Kövesd külterületi városrész felé, és nem sokkal ezután véget is ér, beletorkollva az 5603-as útba, annak a 2+600-as kilométerszelvénye közelében.
Teljes hossza, az országos közutak térképes nyilvántartását szolgáló kira.gov.hu adatbázisa szerint 2,924 kilométer.

## Története
1934-ben a kereskedelem- és közlekedésügyi miniszter 70 846/1934. számú rendelete a teljes mai szakaszát másodrendű főúttá nyilvánította, a Bátaszék-Bonyhád-Dombóvár közti 63-as főút részeként.
Az 55-ös főút nagyjából a 2000-es évekig Bátaszék belterületén ért véget, az 56-os főútba torkollva, és egyetlen háztömbnyivel északra indult onnan a Bonyhádra vezető 5603-as út. Amikor azonban elkészült az 55-ös főút Bátaszéket észak felől elkerülő szakasza, a város határain belül az 5603-as utat is új, északabbi nyomvonalra terelték. Ezt követően az 55-ös régi belterületi nyomvonala alsóbbrendű úttá visszasorolva az 5513-as útszámot kapta meg, az 5603-as korábbi szakaszát pedig 5604-esre számozták át.